# Championnats du monde de gravel
Les Championnats du monde de gravel UCI, officiellement Championnats du Monde Gravel UCI et en anglais UCI Gravel World Championships, sont l'un des championnats du monde de l'Union cycliste internationale (UCI) créés en 2022 de la discipline gravel.

## Organisation
L'UCI annonce la première édition de ces championnats en 2022, faisant suite à la Série Mondiale Gravel, calendrier de plusieurs épreuves ayant lieu tout au long de l'année.
Tout style de vélo est autorisé, à l'exception des vélos électriques. Les guidons peuvent avoir n'importe quelle forme mais doivent être d'une seule pièce, sans extrémités de barre ni extensions à clipser autorisées (les guidons de triathlon et tout autre système d'extension de guidon sont interdits).
Tous les vélos non motorisés et non électriques sont autorisés, seules les extensions de barre ou les guidons de triathlon ne sont pas autorisés. Les coureurs doivent se dépanner eux-mêmes en cas de problèmes mécaniques sur le trajet, les mécaniciens ne peuvent fournir une assistance que dans les zones d'aide désignées. Les roues peuvent être échangées en cours de route, mais toute la course doit être disputée avec le même cadre. 
Au-delà des épreuves élites, différentes catégories d'âge concourent, amateurs et masters, avec des départs en intervalles : 19-34, 35-39, 40-44, etc.
| Hommes                  | Femmes                |
| ----------------------- | --------------------- |
| Élites                  | Élites                |
| 19-34 35-39 40-44 45-49 | 19-34 35-39 40-44 45+ |
| 50-54 55-59 60+         | N/A                   |

Les féminines, ainsi que les hommes Masters (50+), courent le samedi ; tandis que les hommes Élites et Amateurs de 19 à 49 ans participent le dimanche.
Pour l'édition inaugurale, le départ des courses est donné à Vicence et l'arrivée jugée à Cittadella. Le parcours est de 140 km pour les femmes et les hommes Masters (50+). Ce parcours est augmenté d'une boucle de 27 km pour les hommes Amateurs (167 km) et deux boucles pour les hommes Élite (194 km).

## Éditions
| Année | Lieu                | Distance Élites | Distance Élites |
| Année | Lieu                | Hommes          | Femmes          |
| ----- | ------------------- | --------------- | --------------- |
| 2022  | Vénétie             | 194,1 km        | 139,2 km        |
| 2023  | Vénétie             | 168,0 km        | 141,0 km        |
| 2024  | Brabant flamand     | 182,0 km        | 135,0 km        |
| 2025  | Limbourg méridional | km              | km              |
| 2026  | Nannup (en)         | km              | km              |
| 2027  | Haute-Savoie        | km              | km              |
| 2028  | Al-'Ula             | km              | km              |
| 2029  | Villars-sur-Ollon   | km              | km              |

## Palmarès élites

### Hommes
| Édition | Or                   | Argent             | Bronze               |
| ------- | -------------------- | ------------------ | -------------------- |
| 2022    | Gianni Vermeersch    | Daniel Oss         | Mathieu van der Poel |
| 2023    | Matej Mohorič        | Florian Vermeersch | Connor Swift         |
| 2024    | Mathieu van der Poel | Florian Vermeersch | Quinten Hermans      |
| 2025    |                      |                    |                      |
| 2026    |                      |                    |                      |
| 2027    |                      |                    |                      |

### Femmes
| Édition | Or                     | Argent         | Bronze         |
| ------- | ---------------------- | -------------- | -------------- |
| 2022    | Pauline Ferrand-Prévot | Sina Frei      | Chiara Teocchi |
| 2023    | Katarzyna Niewiadoma   | Silvia Persico | Demi Vollering |
| 2024    | Marianne Vos           | Lotte Kopecky  | Lorena Wiebes  |
| 2025    |                        |                |                |
| 2026    |                        |                |                |
| 2027    |                        |                |                |

## Tableau des médailles hommes et femmes
Après l'édition 2024
| Rang  | Nation      | Or | Argent | Bronze | Total |
| ----- | ----------- | -- | ------ | ------ | ----- |
| 1     | Pays-Bas    | 2  | 0      | 3      | 5     |
| 2     | Belgique    | 1  | 3      | 1      | 5     |
| 3     | France      | 1  | 0      | 0      | 1     |
| 3     | Pologne     | 1  | 0      | 0      | 1     |
| 3     | Slovénie    | 1  | 0      | 0      | 1     |
| 6     | Italie      | 0  | 2      | 1      | 3     |
| 7     | Suisse      | 0  | 1      | 0      | 1     |
| 8     | Royaume-Uni | 0  | 0      | 1      | 1     |
| Total | Total       | 6  | 6      | 6      | 18    |